# Theriella galianoae
Theriella galianoae is een spinnensoort in de taxonomische indeling van de springspinnen (Salticidae).
Het dier behoort tot het geslacht Theriella. De wetenschappelijke naam van de soort werd voor het eerst geldig gepubliceerd in 1996 door Braul & Lise.